# 2017 في فنلندا
فيما يلي قوائم الأحداث التي وقعت خلال عام 2017 في فنلندا.

## أحداث
- 18 أغسطس – هجوم توركو 2017

## أفلام
من الأفلام التي صدرت هذه السنة في فنلندا:
- 3 فبراير – الجانب الآخر من الأمل من إخراج أكي كاوريسمكي.
- 16 مارس – آخر الرجال في حلب من إخراج فراس فياض، Steen Johannessen ‏.

## وفيات

### مايو
- 4 مايو – تيمو ماكينن (مواليد 1938) سائق رالي فنلندي.[1]
- 12 مايو – ماونو كويفيستو (مواليد 1923)[2]

### يونيو
- 19 يونيو – أنيكي تاهتي (مواليد 1929)[3]